# Auch Stehlen will gelernt sein
Auch Stehlen will gelernt sein (Originaltitel: Arsène Lupin contre Arsène Lupin) ist ein französischer Spielfilm von Édouard Molinaro aus dem Jahr 1962.

## Handlung
Nach der Beerdigung André Laportes keimt im Polizeipräfekten ein Verdacht. Der Tote war der Meisterdieb Arsène Lupin. Er weiß nicht, dass dieser zwei leibliche Söhne hinterlassen hat: François de Vierne und Gérard Dagmar. Nach dem Tod des Königs von Poldavien reist dessen Witwe Elisabeth in Begleitung ihrer Tochter Catherine nach Paris. Ein Usurpator hat es auf den Thron abgesehen. Die Lupin-Söhne, beide unterschiedlicher sozialer Herkunft, legen sich nun mit dem schurkischen Baron von Krantz an. 

## Kritiken
Das Lexikon des internationalen Films nannte den Film einen gagreichen, „erst zum Ende etwas ermüdender Unterhaltungsfilm, der mit leichter Hand eine intelligente Persiflage auf bitterernst erdachte Krimis inszeniert.“